# Ābu Road
Ābu Road är en ort i Indien.   Den ligger i distriktet Sirohi och delstaten Rajasthan, i den västra delen av landet, 600 km sydväst om huvudstaden New Delhi. Ābu Road ligger 263 meter över havet och antalet invånare är 50 262.
Terrängen runt Ābu Road är varierad. Runt Ābu Road är det ganska tätbefolkat, med 199 invånare per kvadratkilometer. Ābu Road är det största samhället i trakten. Trakten runt Ābu Road består till största delen av jordbruksmark.